# Hyposemansis
Hyposemansis is een geslacht van vlinders van de familie spinneruilen (Erebidae), uit de onderfamilie Calpinae.

## Soorten
- H. albipuncta Wileman, 1914
- H. cryptosema Hampson, 1926
- H. lasiophora Hampson, 1926
- H. mediopallens Wileman & South, 1917
- H. singha Guenée, 1852
- H. xyrina Kobes, 1983